# 比利亚尔门特罗德埃斯格瓦
比利亚尔门特罗德埃斯格瓦，是西班牙卡斯蒂利亚-莱昂巴利亚多利德省的一个市镇。总面积13平方公里，2001年普查人口總數為118人，人口密度為每平方公里9人。